# Lluís Fortuny i Guarro
Lluís Fortuny i Guarro (barri de Sants, Barcelona 30 de gener de 1960) és un músic català, membre de la Companyia Elèctrica Dharma. El seu pare, Joan Fortuny, regentava una gestoria a Barcelona i la seva mare, Núria Guarro, la gran de deu germans, cantava a l'Orfeó de Sants i s'enorgullí d'haver contribuït a desvetllar les inquietuds musicals dels seus fills. El matrimoni va tenir set fills: en Josep (1952-2013), l'Esteve (1954-1986), en Joan (1955), en Jordi (1958-1979), en Lluís (1960), en Jaume (1961) i la Maria (1967).

## Trajectòria musical
Abans de viure de la música va cursar quatre cursos al conservatori i també es va dedicar a fer de fuster i de monitor d'escola.
Als 14 anys va tocar en altres grups de música com Herba, un grup de folk creat conjuntament amb el seu germà Jaume i dos amics de l'escola, on tocava la guitarra i l'harmònica. En veure que volien un so més elèctric varen decidir crear un altre grup que es diria General Sonora, conjuntament amb els seus germans Jordi i Jaume i altres amics del barri d'Horta. En aquella situació va decidir de canviar d'instruments i passar-se a la trompeta. El grup va estar funcionant durant dos d'anys fins que es va dissoldre.
Als 18 anys va decidir crear un grup anomenat Encants d'on més endavant va sorgir l'Orquestra Encantada per poder guanyar els seus primers diners en el món de la música. Al juny del 1979, el germà mitjà dels germans Fortuny, en Jordi, va morir a l'edat de 21 anys trencant tota possibilitat de crear nous projectes musicals.
El 1979, un any més tard de la marxa de Jordi Soley del grup, els membres de l'Elèctrica Dharma, desorientats en ser només quatre components, varen decidir agafar un jove teclista de Tudela anomenat Pedrín. La seva estada va ser tan fugaç que varen decidir que tot quedés en família.
A finals del 1979 els membres de l'Elèctrica Dharma, després d'una actuació al Teatre Grec i sopant en un restaurant dels voltants, varen decidir proposar a Lluís Fortuny que entrés a formar part del grup com a pianista i trompetista. La seva primera feina va ser gravar una sintonia d'un programa que feien a TVE de Catalunya anomenat Quitxalla. Des d'aleshores la vida del Lluís ha estat lligada a la història del grup.